# Tolnai Miklós
Tolnai Miklós (Budapest, 1940. október 15. – Budapest, 2015. március 16.) magyar színész.

## Életpályája
1959–1964 között előadóművészként dolgozott. 1964–1966 között a debreceni Csokonai Nemzeti Színház tagja volt. 1966–1968 között a szolnoki Szigligeti Színházban szerepelt. 1968–1970 között a Békéscsabai Jókai Színházban lépett fel. 1970–1976 között a Szegedi Nemzeti Színház színművésze volt. 1976-tól öt éven át a 25. Színházban játszott. 1981–1983 között a kecskeméti Katona József Színház tagja volt. 1983–1989 között a József Attila Színház színésze lett. 1989-től a Nemzeti Színház tagja volt. 2000-től a Pesti Magyar Színház színésze volt.

## Szinkronhangként
Kellemes hangú, sokat foglalkoztatott szinkronszínészként is ismerhette a közönség. Gyakran kölcsönözte például Denholm Elliott, William Holden és Sean Connery magyar hangját. Egyszerre bársonyos és tekintélyt parancsoló orgánuma, határozott karaktere sokszor predesztinálta negatív figurákra: emlékezetes alakítást nyújtott az Éjszakai rohanás gonosz Jimmy Serranójának (Dennis Farina) hangjaként, a Szökevényvonat szadista börtönigazgatójának bőrében, vagy a legendás olasz bűnügyi sorozat, A polip egyszerre behízelgő és sátáni Terrasini ügyvédjeként. Hosszú pályája során olyan színészeket szinkronizált, mint John Wayne, Rod Steiger, Lino Ventura, James Stewart, vagy – A híd túl messze van című klasszikusban – Alec Guinness. Sokan emlékezhetnek rá a Knight Rider című sorozat Devonjának magyar hangjaként is.

## Színházi szerepei
A Színházi Adattárban regisztrált bemutatóinak száma: 110.
- Bíró Lajos: Sárga liliom....Zechmeister Mátyás
- Kamondy László: Szöktetés albérletbe, avagy Szemérmes ateisták....Angyal
- Kálmán Imre: Cirkuszhercegnő....Borovics
- William Shakespeare: III. Richárd....Rivers gróf; Clarence hercege
- Ábrahám Pál: Viktória....Angol hadnagy
- Bágyoni Attila: ...hogy látva lássanak....Dénes
- Barillet–Grédy: A kaktusz virága....Igor
- Ödön von Horváth: Mesél a bécsi erdő....Pemsi Richárd
- Visnyevszkij: Optimista tragédia....Magas tengerész
- Paso: Ön is lehet gyilkos....Fernandez
- André: Lulu....Legrand
- Gyárfás Miklós: Lángeszű szerelmesek....Olti László
- Raffai Sarolta: Egyszál magam....Balogh Sándor
- Vörösmarty Mihály: Csongor és Tünde....Tudós
- Shakespeare: Macbeth....Malcolm
- Henrik Ibsen: Hedda Gabler....Eilert Lövborg
- Sándor Kálmán: A harag napja....Bognár Béla
- Jékely Zoltán: Fejedelmi vendég....Inas
- Raffai Sarolta: Diplomások....Kálmán
- Móricz Zsigmond: Nem élhetek muzsikaszó nélkül....Viktor
- George Bernard Shaw: Szent Johanna....Károly
- Görgey Gábor–Vörösmarty Mihály: Handabasa, avagy a fátyol titkai....Hangai Sándor
- Fry: Nem ritka a főnix....Tegeus
- Darvas József: Szakadék....Tanító
- Giraudoux: Párizs bolondja....Báró
- Abay Pál: Ne szóljatok bele!....Simai Géza professzor
- Dario Niccodemi: Tacskó....Giulio
- Fényes Szabolcs: Maya....Dixi
- Ábrahám Pál: Hawaii rózsája....Kormányzó
- Révész Gy. István: Például Caius....Szilvási-Silvanus
- Lunacsarszkij: A felszabadított Don Quijote....Herceg
- Shakespeare: A makrancos hölgy....Hortensio
- Friedrich Dürrenmatt: Angyal szállt le Babilonba....Nebukadnecár
- Darvas József: Hunyadi....Vitéz János
- Shakespeare: Troilus és Cressida....Hector
- Hristić: Savonarola és barátai....Savonarola
- Kleist: Heilbronni Katica avagy a Tűzpróba....
- Presser Gábor: Képzelt riport egy amerikai popfesztiválról....Nyilas madár-Pokol angyala
- Tirso de Molina: A zöldnadrágos lovag....Don Antonio
- Szuhovo-Kobilin: Raszpljujev nagy napja....Ivan Antonovics Raszpljujev
- François Villon: Egy csavargó Párizsból....
- Molière: Zsugori uram telhetetlen, fösvény ember....Baliskó elvtárs
- Bartsch: A has....Brigádvezető
- Shakespeare: Lear király....Lear
- Bertolt Brecht: Mahagonny város tündöklése és bukása....
- Lászlóffy Csaba: Nappali virrasztás....Első bujdosó
- Kopit: Indiánok....Buffalo Bill
- Páskándi Géza: Távollevők....Kapitány
- Hernádi Gyula: Bajcsy-Zsilinszky Endre....Bajcsy-Zsilinszky Endre
- Bartsch: A kötél....Ervin
- Csingiz Ajtmatov: A kisfiúnak két meséje volt, az egyik csak az övé, a másik pedig, amit a nagyapjától hallott; aztán nem maradt egy meséje sem...
- Pilinszky János: Síremlék....Férj
- Fejes Endre: Cserepes Margit házassága....Vitok Pál
- Brecht: Egy fő az egy fő....Uria Shelley
- Christopher Marlowe: Doktor Faustus....Cornélius
- Alegría: Kötélen a Niagara fölött....Blondin
- Horace McCoy: A lovakat lelövik, ugye?....Rollo Peters
- Páskándi Géza: Kálmán király....Lőrinc érsek
- Gogol: A revizor....Polgármester
- Anouilh: Becket, vagy Isten becsülete....Becket Tamás
- Friedrich Schiller: Tell Vilmos....Ruodi
- Sarkadi Imre: Elveszett paradicsom....Zoltán
- Paul Burkhard: Tűzijáték....Obolszki cirkuszigazgató
- Zám Tibor: Pokoljárás....Jákó
- Sarkadi Imre: Oszlopos Simeon, avagy Lássuk Uramisten, mire megyünk ketten....Jób
- Zuckmayer: A Köpenicki kapitány....
- Labiche–Martin: Perrichon úr utazása....Majorin
- Makszim Gorkij: Az öreg....Masztakov Ivan Vasziljevics
- Hamilton: Gázláng....Mr. Manningham
- Hubay Miklós: Különös nyáréjszaka....A császár
- Friedrech Schiller: Stuart Mária....Amias Paulet lovag
- Czakó Gábor: Disznójáték....Yorkshire úr
- Módos Péter: ... és itt a Földön is....Viske
- Bródy Sándor: A tanítónő....Ifj. Nagy István
- Popplewell: A hölgy fecseg és nyomoz....Henri Grandin; Rocher
- Galambos Lajos: Szerelmes égitestek....Lelesz Géza
- Brecht: Koldusopera....Tigris Brown
- Gorin: Felejtsétek el Herosztratoszt!....Porkoláb
- Gáspár Margit: A császár messze van....Petray
- Ayckbourn: Lépcsőnjáró szellemek....Mr. Bainbridge
- Shakespeare: Sok hűhó semmiért....Leonato
- Reza: Fények és árnyak....Pierre
- Ránki György: Egy szerelem három éjszakája....Boldizsár
- Szophoklész: Oidipusz király....Hírnök
- Mikszáth Kálmán: A Noszty fiú esete Tóth Marival....Pázmán doktor
- Schiller: Don Carlos....Feria herceg
- Czakó Gábor: Fehér ló avagy Duna-party kocsmológia....
- Madách Imre: Az ember tragédiája....Negyedik udvaronc
- Lengyel-Meehan-Graham: Lenni vagy nem lenni....Siletzky professzor
- Shakespeare: Tévedések vígjátéka....Baltazár kereskedő
- Szörényi Levente: A kiátkozott....Gut-Keled Joakim
- Jókai Mór: A kőszívű ember fiai....Adjutáns
- Szabó Magda: Régimódi történet....Alföldy úr
- Brecht: Dobszó az éjszakában....Karl Balicke
- Szörényi Levente: István, a király....Térítő
- Sardou–Moreau: Szókimondó asszonyság....
- Dario Fo: Dög bújjék...! (A csöcsös ördög)....Bíró
- Ben Turán Róbert: Melina (avagy a torzó)....Alekosz Graziadisz
- Márai Sándor: Kassai polgárok....Jakab polgár
- Arisztophanész: Madarak....Prometheus

## Filmjei
| - A feladat (1975) - Gilgames (1975) - A bosszú (1977) - A Danton-ügy (1978) - Küszöbök (1978) - A sipsirica (1980) - Századunk (1981) - Brutus (1981) - A tenger (1982) - Fürkész történetei (1983) - Mint oldott kéve (1983) - Széchenyi napjai (1985) - Kémeri (1985) - Linda (1986-1989) - Az ördög talizmánja (1987) - Szomszédok (1987-1992) - Czillei és a Hunyadiak (1988) - Kölcsey (1989) - Éjszaka (1989) - Angyalbőrben (1990) - Sivatagi nemzedék (1991) - Kis Romulusz (1994) - Öregberény (1994) - A párduc és a gödölye (1995) - Na végre, itt a nyár! (2002) | - Vörös rekviem (1976) - A kard (1976) - Ők ketten (1977) - A néma dosszié (1977) - Havasi selyemfiú (1978) - Dübörgő csend (1978) - Tíz év múlva (1979) - Kojak Budapesten (1979) - A Pogány Madonna (1980) - Felhőjáték (1983) - Házasság szabadnappal (1984) - Higgyetek nekem! (1985) - Első kétszáz évem (1986) - Napló szerelmeimnek (1987) - A pártütők (1994) - A világ legkisebb alapítványa (1997) - Csinibaba (1997) |

## Szinkronszerepei
- A bádogdob: Greff – Heinz Bennent
- A Mester és Margarita: Kajafás – Valentin Gaft
- Cook kapitány: Capt. James Cook – Keith Michell
- Die Hard 2 – Még drágább az életed!: Marvin – Tom Bower
- Dinasztia: Cecil Baldwin Colby – Lloyd Bochner
- Fekete nyíl: Contadino Cusano – Carlo Dogliani
- Knight Rider: Devon Miles – Edward Mulhare
- Nostromo: Dr. Monygham – Albert Finney
- Repülő orvosok: Vern Daniels – Fredric Abbott
- Rex felügyelő: Max Koch – Fritz Muliar
- Robotzsaru: OCP Chairman – David Gardner
- Szellemirtók 2.: Mayor Lenny – David Margulies
- Szupercsoport: Jim Phelps – Peter Graves
- Szuperhekusok:Ralph Duren / Robert Delman – Ken Ceresne
- Y akták: Professor Anton Hendricks – Colin Fox
- Vad angyal: Néstor Miranda – Rodolfo Machado
- Királyi harc a Napért: Hernando de Soto – Nigel Davenport
- Karib Tenger Kalózai: Holtak Kincse – Barbossa Kapitány – Geoffrey Rush
- Karib Tenger Kalózai: Világ Végén – Barbossa Kapitány – Geoffrey Rush
- Karib Tenger Kalózai: Ismeretlen Vizeken – Barbossa Kapitány – Geoffrey Rush